# IC 3311
IC 3311 ist eine Spiralgalaxie mit ausgedehnten Sternentstehungsgebieten vom Hubble-Typ Sd im Sternbild Jungfrau auf der Ekliptik, die schätzungsweise 9 Millionen Lichtjahre von der Milchstraße entfernt ist. Die Galaxie ist unter der Katalognummer VCC 809 als Mitglied des Virgo-Galaxienhaufens gelistet.
Im selben Himmelsareal befinden sich u. a. die Galaxien NGC 4351, IC 3291, IC 3315, IC 3349.
Die Typ-Ic-Supernova SN 2004gk wurde hier beobachtet.
Das Objekt wurde am 12. September 1900 vom deutschen Astronomen Arnold Schwassmann entdeckt.